# Batyi Róbert
Batyi Róbert (Szombathely, 1979. december 8. –) zenész, film- és fotóművész. 
Egyetemi tanulmányait a grazi zeneakadémiával egy időben a Pécsi Tudományegyetemen végezte, majd végül mesterdiplomát szerzett Karlsruhéban a zeneművészeti egyetemen  Wolfgang Güttler-nél ( Wolfgang Güttler minden idők legismertebb nagybőgő professzora és Herbert von Karajan egykori szóló bőgőse volt), aki mellett későbbi kollégájává nőtte ki magát. 
2008-ban részt vett Münchenben a Bajor Filharmónia által szervezett 5. szimfonikus mesterkurzuson Sir Collin Davis vezetése alatt. 
A világ számos országában tevékenykedett nemzetközi fesztiválokon, mint Ausztria, Németország, Franciaország, Spanyolország, Anglia, Norvégia, Skandinávia, Finnország, Oroszország, Törökország és Kína. 
1991 óta különböző együttesekben aktív és szimfonikus tapasztalatokat gyűjtött. A koncert szervezésben való tapasztalatait először 2008-tól Karlsruhéban a Europa Filharmóniában gyűjtötte Wolfgang Güttler https://de.wikipedia.org/wiki/Wolfgang_Güttler mellett, mint zenekari vezető, majd Hamburgban a Nemzetek Filharmóniájában Justus Frantz -Leonard Bernstein és Herbert von Karajan egykori szólistájának  személyi asszisztense. 
Tanulmányi befejezése után bekerült a  Leonard Bernstein (https://en.wikipedia.org/wiki/Leonard_Bernstein),  Justus Franzt https://en.wikipedia.org/wiki/Justus_Frantz és Yehudi Menuhin Yehudi Menuhin által alapított Nemzetek Filharmóniájába https://en.wikipedia.org/wiki/ Philharmonie der Nationen. Ez a zenekar a berlini fal ledöntése után a béke és összetartozás jelképeként alakult és jelenleg a világ tíz legjobb szimfonikus zenekara között tartják számon. 
2009-től zenekari menedzser Justus Frantz által vezetett Nemzetek Fillharmóniájában
2010-ben kinevezték a Zene a Jövőért Közhasznú Alapítvány kuratóriumi elnökévé. 
2016-ban megalapította a SziRom Szimfonikus Roma Zenekart ami rövid időn belül világhírű lett. A SziRom Szimfonikus Roma Zenekar több országban vitte Magyarország kultúrájának hírnevét: Németországban, Olaszországban, Franciaországban, Kínában, Oroszországban, Izraelben, Görögországban, Spanyolországban. A SziRom Szimfonikus Roma Zenekar többször játszott a Pápa személyes meghívására a Vatikán által szervezett "Festival Internazionale di Musica e Arte Sacra" fesztiválon. Többször béke koncertet adott háborús idő alatt: Izraelben (- Beer Sheva, - Tel Aviv), Oroszországban (-Szentpétervár Mariinsky Theatre) és Hamburgban a G20 -as csúcstalálkozón (-Laeiszhalle Hamburg. Bevont országok: Magyarország, Németország, Románia, Ausztria, Csehország, Szlovákia, Lengyelország, Palesztina, Izrael, India, Franciaország, Oroszország, Ukrajna, Anglia, Japán, Kína, Spanyolország). 2017 decemberébenben SziRom Szimfonikus Roma Zenekar a Magyar Elnökség V4 Konferenciájának záró koncertjén vett részt. 2018-19 -ben egy 28 állomásos turnén Kína legnagyobb termeiben karmesterként vezette a SziRom Szimfonikus Roma Zenekar.
2020: Állami kitüntetést kapott: Nemzetiségekért-díj. Az elismerést 2020-ban tizenhárom ember, illetve szervezet vehette át. A díjazottak között  Batyi Róbert, a SziRom Szimfonikus Roma Zenekarral  a kultúrában területén példaértékű tevékenységei és sikereiért  Semjén Zsolt miniszterelnök-helyettes a Nemzetiségekért-díj átadásán vehette át kitüntetését. 
2021 december 1-től a Magyarország Belügyminisztériumában Langerné Victor Katalin Helyettes Államtitkár felkérésére Társadalmi Felzárkózásért Felelős Helyettes Államtitkárság sajtó- és protokollosa. 
2023 Összevon vezetője Nemzetek Filharmóniája és a SziRom Szimfonikus Roma Zenekarnak .

## Kulturális tevékenységek
- 2003-2005: Pécsi Tudományegyetem és a Németországi Hersbruck és Neustadt an der Aisch, kórus közös zenekari produkció megszervezése, lebonyolítása. Hersbruck, Neustadt, Németország
- 2007: Figaro si Figaro Lá, zenekari résztvevő. Montmorillon, Franciaország
- 2008: Sir Colin Davis Mesterkurzus Bayerische Philharmonie e.V. szervezésében. München, Németország
- 2008-2009: EPK Europa-Philharmonie Konzertgesellschaft mbH Koncertszervező. Franciaország, Németország, Spanyolország
- 2009: Koncertszervezés, médiamegjelenések vezetője EPK Europa-Philharmonie Konzertgesellschaft Mbh és a L'orchestra I Sedici együttműködésével. Oslo, Norvégia
- 2010-2016: Philharmonie der Nationen Prof. Justus Frantz személyes asszisztens, projektszervező, médiamegjelenések vezetője, producer. Németország, Franciaország, Spanyolország, Oroszország, Kína, Ausztria, Izrael, Magyarország, Norvégia, Anglia,Törökország. Hamburg, Németország
- 2010: Zene a jövőért Alapítvány alapítása (elnök ). Pécs
- 2011-2012: Eduard-von-Hallberger-Institut Zeneigazgató. Freudenstadt, Németország, Beijing, China
- 2011: Projektvezető Philharmonie der Nationen (karácsonyi turné). Németország
- 2011: Zenekarvezető u.A. Lufthansa Cargo-Nemzetközi logisztikai vezető Finca Festival Frantz & Friends. Gran Canaria, Spanyolország
- 2012-2013: Event- und Live Kommunikations agentur Marion und Bettina Würth GmbH & Co. KG (marbet) komolyzenei részleg vezetője. Künzelsau, Németország
- 2013: Fazioli-Sacile zongora gyárában Justus Frantz világhírű karmester és zongoraművész CD-felvételének zenei rendezője. Friuli Giulia, Olaszország
- 2014: március Béke Koncert szervezés Izraelben a Szirom Szimfonikus Roma Zenekar és az Izraeli Szimfonietta közreműködésével. Résztvevő országok: Magyarország, Izrael, Palesztina, Oroszország, Ukrajna, Románia, Franciaország, Spanyolország, Németország, India, Hollandia. Beersheva, Izrael
- 2014: április televíziós producer a Nemzetek Filharmonikus zenekar Justus Frantz születésnapi koncertjén. Konzerthaus, Berlin, Németország
- 2014: július Fesztivál Igazgató Finca Festival World piano Festival. Maspalomas, Gran Canaria
- 2015: április Zenei és televíziós producer Frankfurt Alte Oper. Frankfurt, Németország
- 2015: Zenei és televíziós producer Nemzetközi Bach Fesztivál az Auditorio Alfredo Kraus, a Las Palmas de Gran Canaria-n Johann Sebastian Bach – Máté Passió BWV 244 művének felvételénél. Las Palmas, Gran Canaria
- 2015: október német-izraeli diplomáciai kapcsolatfelvétel 50 éves évfordulója. Az ünnepi koncert és az egész program megszervezése, lebonyolítása és a teljes zenei és televíziós felvétel irányítása. “Spring in the Negev" Friends in Music. Berlin, Németország
- 2015: Zenei és televíziós producere SziRom TV stábja kizárólagos média résztvevőként vette fel a 2015-ös AUDI Jazz Fesztivált
- 2015: Philharmonie der Nationen és a SziRom Szimfonikus Zenekar közös produkciójának megszervezése, zenei és televíziós produceri munkája. Jeruzsálem, Izrael
- 2015: A Pro Musica e Arte Sacra Zenei fesztivál koncertszervezése, Zenei és Televíziós Producere a Vatikán rádió és a Vatikán Televízió közreműködésével a koncerten a Philharmonie der Nationen és a SziRom Szimfonikus Zenekar közösen léptek fel. Vatikán, Olaszország
- 2016: december A Zene a Jövőért Alapítvány 2016-ban létrehozta a SziRom-Szimfonikus Roma Zenekart, amely elsősorban fiatal, roma, a komolyzenét főiskolai, egyetemi szinten tanuló, vagy már felsőfokú intézményben végzett zenészekből áll. A SziRom megalakulása óta több száz koncertet adott. Többek között: Tavaszváró Nemzetiségi Koncert (Pécs), Nemzetiségi Roma Nap (Magyarság Háza), Németország – Saarland Fesztivál, Roma Holokauszt megemlékezés – Nemzeti Színház Cigánykerék Fesztivál (Budapest), G20 Béke Koncert Laeiszhalle – Hamburg, Freilichtbühne Németország – ORSO – SziRom Verdi Requiem, Hatvani Roma Példaképek, Symphony Pathetique Berlin Philharmonie, Horvátország, Görögország, Izrael. A zenekar novemberben a vatikáni Szent Péter-bazilikában, valamint Szegeden a Dómban is nagy sikerrel fellépett
- 2016: A Nemzetiségek napja alkalmából a SziRom Szimfonikus Roma Zenekar koncertjének megszervezése lebonyolítása, a teljes zenei és televíziós felvételének irányítása. Budapest
- 2017: február Tavaszváró Nemzetiségi Koncert megszervezése, lebonyolítása és a teljes zenei és televíziós felvételének irányítása (SziRom Szimfonikus Roma Zenekar). Pécs, Kodály Központ
- 2017: április Cigánykerék Fesztivál koncertjének megszervezése, lebonyolítása, teljes zenei és televíziós felvételének irányítása (SziRom Szimfonikus Roma Zenekar). Budapest
- 2017: május Saarland Fesztiválon a SziRom Szimfonikus Roma Zenekar fellépésének megszervezése, ahol 2500 ember előtt adta elő a zenekar Mozart A-dúr zongoraversenyét. Dillingen, Németország
- 2017: július G20-as konferencia keretében tartott békekoncert megszervezése. A koncerten Justus Frantz vezényletével a Carmina Burana került előadásra (SziRom Szimfonikus Roma Zenekar). Laeiszhalle Hamburg, Németország
- 2017: augusztus Roma Holokauszt Emléknap zenei rendezése (SziRom Szimfonikus Roma Zenekar). Zsinagóga, Budapest
- 2017: Giuseppe Verdi Requiem Open-Air Koncert Zenei rendezése koncertszervezés, zenekar szervezés. Ötigheim, Németország
- 2017: Rock Symphony Night Open Air. ORSZO – SziRom közös koncertjének megszervezése a világ egyik legnagyobb szabadtéri színpadán. A közönség a Queen, a Pink Floyd és a Deep Purple műveinek feldolgozásait hallhatta. Ötigheim, Németország
- 2017: október zenei és televíziós producere, a SziRom és az ORSO Filharmonikus Zenekar Csajkovszkij Patetikus szimfóniájának a Berlini Filharmóniában való közös koncertjének, ahol a zenekar teljes megszervezése volt a feladat. Berlin, Németország
- 2017: december V4 Koncert megszervezése. A SziRom adta a V4 CONNECTS – DUNA PALOTA első Julius Horvath (Szlovákia), Baranyi Zoltán (Magyarország), Ádám Novák (Csehország), Ewelina Hakowska (Lengyelország). Duna Palota Budapest
- 2018: január A Keresztény Roma Szakkollégiumi Hálózat találkozója, melyen Orbán Viktor, Magyarország miniszterelnöke is részt vett. A találkozón fellépett a SziRom
- 2018: március Beethoven Fesztivál: Justus Frantz vezényletével a SziRom és az Izraeli Szimfonietta közös koncertjének megszervezése. Beer Sheva, Izrael
- 2018: április Európai Roma Konferencia: Nemzetközi Roma Nap alkalmából diplomás roma fiatalok közös konferenciájának megszervezése az Európai Parlamentben (SziRom Szimfonikus Roma Zenekar). Brüsszel
- 2018: június ORSO Filharmonikusok és a SziRom Szimfonikus Zenekar közös koncertjének megszervezése. Freiburg, Németország
- 2018: szeptember Saarland Fesztivál, Németország
- 2018-19: A SziRom exkluzív meghívást kapott Kínába. 2018 decemberétől 2019 januárjáig 28 koncertet adott (többek közt Sanghajban is), nagy sikerrel szerepelt a távol-keleti országban.
- 2019: Kanári-szigetek: komolyzenei fesztivál (Finca Fesztivál), Justus Frantz vezetésével
- 2019: az MMA művészeti ösztöndíjasa lett, ahová egy olyan dokumentumfilm-témával pályázott, mely a magyar cigányzenész dinasztiákről készült dokumentumfilm.